# Järnåkra
Järnåkra är ett bostadsområde i Lund, beläget i direkt anslutning till centrum av Lund. Området tillkom mellan 1957 och 1960 och är ett blandat kontors/bostadsområde. Det begränsas i norr av Södra vägen, i öster av Nilstorp vid Järnåkraskolan, i söder av Tetra Pak och i väster av Malmövägen. Bebyggelsen består av flera flerfamiljshus på 8-10 våningar centrerade kring Karhögstorg som utgör stadsdelens mittpunkt samt lägre bebyggelse med fyravåningshus.
Området dominerades tidigare av ett 10-våningshus som kallas "Skatteskrapan" eftersom Skatteverket höll till här från 1970-talet fram till 2010. Detta hus färdigställdes 1959 och innehöll ursprungligen studentbostäder. Då kallades huset "Hävdaryggen" (AF Bostäders vapensköld finns fortfarande på fasaden). Idag (2012) är områdets högsta hus Karhögstorg 2, ett punkthus på 13 våningar som innehåller seniorbostäder och en matbutik i bottenvåningen.
Stora byggprojekt har genomförts i stadsdelen Karhögstorg. Nya affärslokaler finns sedan 2008 samtidigt som det slutförs byggande av bostadshus i det f.d. industriområdet norr om Södra vägen. Järnåkraområdet har välbevarad 50-tals arkitektur. Järnåkra angränsar till villa- och radhusområdet Nilstorp.
År 2014 fastställde Lunds byggnadsnämnd en ny stadsdelsindelning. I denna lades Järnåkra, Nilstorp och Gamla Klostergården i en stadsdel kallad "Nilstorp". Enligt en äldre statistisk stadsdelsindelning ingår Järnåkra i stadsdelsområdet "Järnåkra-Nilstorp", där utöver Nilstorp, Järnåkra och Gamla Klostergården även Stampelyckan och Råbyholm ingick.

## Historik
Området Järnåkra heter också Hospitalsgården då det är byggt på Hospitalsgårdens ägor inom Lilla Råby by. Bakgrundshistorien skildrar Lunds bevaringsprogram under rubriken Hospitalsgården. Kungliga Domänstyrelsen, som då förvaltade gården,sålde den 1949 till Lunds stad, som under senare delen av 1950-talet lät stycka av mark för bostadsbebyggelse och Tetra Pak. Stadsplan för området upprättades av Carl-Ossian Klingspor 1954 i samarbete med arkitekterna Fritz Jaenecke och Sten Samuelson, som på uppdrag av HSB Lunds Byggmästargille och Lunds Kommunala Fastighets AB ritade bostadshusen samt även områdets skola och centrumanläggning." skriver man på sidan 111 i Lunds kulturmiljöprogram "Här bor man".
Området tillkom mellan 1957 och 1960 och är blandat kontor, service och bostäder. Det begränsas i norr av Södra vägen, i öster av Nilstorp vid Järnåkraskolan, i söder av Tetra Pak och i väster av Malmövägen. Bebyggelsen består av flera flerfamiljshus på 8-10 våningar centrerade kring Karhögstorg som utgör stadsdelens centrum, samt lägre bebyggelse med fyravåningshus mot Malmövägen.

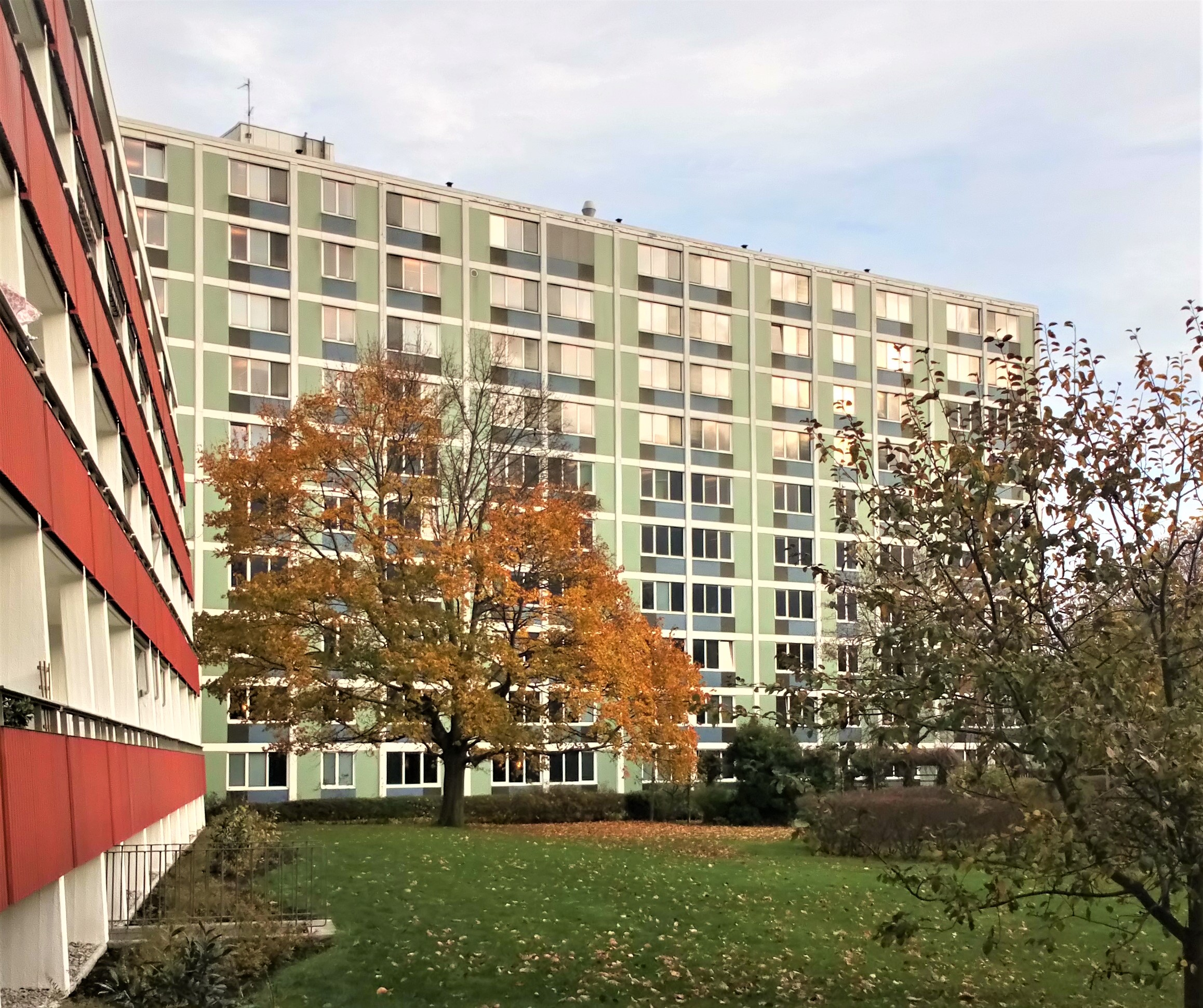
Hävdaryggen 2019

Området högsta hus var ett 10-våningshus som kallas "Skatteskrapan" eftersom Skatteverket höll till här från 1970-talet fram till 2010. Detta hus färdigställdes 1959 och innehöll ursprungligen studentbostäder. Då kallades huset "Hävdaryggen" (AF Bostäders vapensköld finns fortfarande på fasaden). "Hans Westman ritade ett tiovånings studentbostadshus." skriver Lund i sitt Kulturmiljöprogram. Efter att Skatteverket flyttat ut fanns där diverse kontor, bland annat Försäkringskassan. Under 2024 byggs huset om till bostäder inklusive studentbostäder.
Sedan 2012 är områdets högsta hus Karhögstorg 2, ett punkthus på 13 våningar som innehåller seniorbostäder och en matbutik i bottenvåningen. Detta stora byggprojekt har genomförts åren före 2010 vid Karhögstorg. De nya affärslokalerna var klara 2008. Järnåkraområdet har välbevarad 1950-tals arkitektur. Karhögstorgs arkitekt var Sten Samuelsson. Hans arkitektbyrå ritade skolan, Karhögstorg och järnåkrahusen, allt utom Hävdaryggen.
Större delen av bebyggelsen på Järnåkra består av fyravånings lamellhus i rött tegel och med lutande balkongfasader, pulpettak och delvis synlig betongkonstruktion. Lamellhusen bildar en meanderslinga runt ett gemensamt grönområde där det även placerats en lekplats. I områdets nordöstra del byggdes tre höga skivhus, vilka kom att markera stadsdelens centrumanläggning. Detta var populärt i 1950-talets grannskapsplanering, att med något eller några högre hus tydliggöra områdets centrum. Här skulle centrumanläggningen även betjäna befolkningen i södra Lund varför centret gjordes överdimensionerat med post, bank och flera affärer i förhållande till områdets lokala behov. Detsamma gäller Järnåkraskolan, som skulle betjäna barnen även på andra sidan Malmövägen samt i Nilstorp och Stampelyckan.  
Stadsdelscentrat vid Karhögstorg har haft en för modern tid typisk utveckling med nedläggning av samhällsservice.  Bankomat har ersatt bankkontoret, posten har ersatts av postombud och utlämningsställe. Området har fått en restaurang, en större livsmedelsbutik har ersatt flera mindre affärer som café, tobaksaffär. Djuraffären har flyttat till den lokal där mataffären tidigare låg, då den byggnad där den fanns revs vid ombyggnaden av Karhögstorg. 
Hospitalsgården har även utvidgats med bostadsbebyggelse österut, på mark som användes för jordbruk ända fram till 1980-talet. I början av 1980-talet byggdes en barnstuga vid Körsbärsvägen, som samtidigt stängdes av för genomfartstrafik till och från Nilstorp. I början-mitten av decenniet exploaterades området söder om Järnåkraskolan (norra delen av kvarteret Päronet) där det byggdes tre punkthus i gult tegel och innanför dem fyra rader med tvåvåningshus.

## Järnåkraskolan och stadsdelsbiblioteket
Områdets skola, högstadieskolan Järnåkraskolan har ett upptagningsområde omfattande stora delar av södra Lund. Numera gör det fria skolvalet att antagningen till olika skolor styras av elevernas val men det finns en närhetsprincip att elever i en skolas närhet har förtursrätt. På skolan finns ett skolbibliotek som också varit stadsdelsbibliotek. Järnåkraskolan är en kommunal grundskola för årskurs 4–9. På skolan går cirka 460 elever. På Järnåkraskolan finns även särskolan för årskurs 4–9. Särskolan har en hög personaltäthet bestående av pedagoger och välutbildade elevassistenter. Elever i årskurs 7–9  kan välja att läsa  med handbollsprofil.
Stadsdelsbiblioteket har flera gånger hotats av nedläggning och blev nedlagt 2012.   Kulturnämnden ska öppna det igen, Föreningen Bokstödet har varit aktiva för att bevara biblioteket.

### Fotnoter
1. ↑  Nova försvinner när stadsdelar blir officiella Arkiverad 3 oktober 2014 hämtat från the Wayback Machine. - Sydsvenskan 1 oktober 2014
2. ↑  ”Hospitalsgårde / Lund bevaringsprogam”. Lunds kommun. Arkiverad från originalet den 25 mars 2016. https://web.archive.org/web/20160325062346/http://bevaringsprogram.lund.se/wiki/bevaringsprogram/index.php/Hospitalsg%C3%A5rden. Läst 27 oktober 2019.
3. ↑  ”Här bor man (sid 111)”. Lund kommun. Arkiverad från originalet den 26 oktober 2019. https://web.archive.org/web/20191026204616/https://www.lund.se/globalassets/lund.se/bygg_bo/bygga-nytt-andra-eller/bygglov/kulturmiljoprogram/har_bor_man_sbk_170511.pdf. Läst 27 oktober 2019.
4. ↑  Anne Aobadia (14 april 2001). ”Svensk modernist som ritade Lund”. Sydsvenskan. https://www.sydsvenskan.se/2001-04-14/svensk-modernist-som-ritade-lund. Läst 27 oktober 2019.
5. ↑  ”Postkontoret 220 06 Lund”. Postmuseum. https://digitaltmuseum.se/011014724878/postkontoret-220-06-lund-karhogstorg-2/media?slide=0. Läst 27 oktober 2019.
6. ↑  ”Här bor man sid 113”. Lunds kommun. Arkiverad från originalet den 26 oktober 2019. https://web.archive.org/web/20191026204616/https://www.lund.se/globalassets/lund.se/bygg_bo/bygga-nytt-andra-eller/bygglov/kulturmiljoprogram/har_bor_man_sbk_170511.pdf. Läst 27 oktober 2019.
7. ↑  ”Järnåkraskolan”. Lunds kommun. https://lund.se/utbildning--forskola/grundskola/grundskolornas-sidor/jarnakraskolan/. Läst 27 oktober 2016.
8. ↑  okänd (21 juni 2012). ”Biblioteket på Järnåkra läggs ner”. Skånska Dagbladet. https://www.skd.se/2012/06/21/biblioteket-pa-jarnakra-laggs-ner/. Läst 27 februari 2019.
9. ↑  Lars Johansson (10 januari 2019). ”Biblioteksfilialer kan öppna igen”. Skånska Dagbladet. Arkiverad från originalet den 27 oktober 2019. https://web.archive.org/web/20191027165635/https://www.skd.se/2019/01/10/biblioteksfilialer-kan-oppna-igen/. Läst 27 oktober 2019.
10. ↑  ”Bokstödet / Facebook”. Bokstödet. Arkiverad från originalet den 27 oktober 2019. https://web.archive.org/web/20191027165636/https://b-m.facebook.com/jarnakrabiblioteket/. Läst 27 oktober 2019.